# Son of a Gun (película)
Son of a Gun es una película australiana de 2014, del género drama, dirigida por Julius Avery, con un guion original de Avery con colaboración de John Collee. La película es protagonizada por Ewan McGregor, Brenton Thwaites y Alicia Vikander. La producción estuvo a cargo de Altitude Film Entertainment, Media House Capital y Southern Light Films. 
La película se filmó en Kalgoorlie y Melbourne, Australia.

## Sinopsis
Un joven criminal (Brenton Thwaites), cae en la influencia del criminal de más alto perfil de Australia Brendan Lynch (Ewan McGregor). Se convierte en su protegido a cambio de ayudarlo a escapar de la cárcel.  

## Reparto
- Ewan McGregor como Brendan Lynch.
- Brenton Thwaites como JR.
- Alicia Vikander como Tasha.[1]
- Jacek Koman como Sam Lennox.
- Brendan Kerkvliet como un oficial de la prisión.
- Matt Flannagan como un oficial de la prisión.
- Geoff Kelso como un oficial de la prisión.
- Peter Neaves como un oficial de la prisión.
- Matt Nable como Sterlo.
- Eddie Baroo como Merv.
- Kazimir Sas como el compañero de celda de JR.
- Sam Hutchin como Dave.
- Craig Sparrowhawk como un compinche de Dave.
- Jared DeHar como un compinche de Dave.
- Karl Knight como un oficial solitario.
- Tom Budge como Josh.
- Marko Jovanovic como Ken.
- Ivan Lightbody como Mitch.
- Soa Palelei como Tommy.
- Lucas Brown como Andy.
- Damon Herriman como Wilson.
- Andrew Douglas Menzies como el piloto del helicóptero.
- Graham Jahne como un oficial de la prisión de la fuga.
- Vicky May como un oficial de la prisión de la fuga.
- Steve Newson como un oficial de la prisión de la fuga.
- Nash Edgerton como Chris.
- Nick Britton como un chico en el club.
- Courtney Hart como un chico en el club.
- David Thomson como un chico en el club.
- John Taylor como un guardia de seguridad.
- Dave Bowers como el guardia de seguridad de la sala de controles.
- Don Smith como el director.
- Stephanie Power como un supervisor de las salas.
- Warwick Sadler como un miembro del personal.
- Russell Kiefel como Mick.
- Ian Henderson como el lector de periódicos.
- Johnny Boxer como Wayne.
- Joshua Burton como un miembro joven del cuerpo de policía.
- Sarah Filippi como un empleado del aeropuerto.
- Richard Suliman como un empleado del motel.
- Mick Innes como el anciano del yate.
- Katherine Burnett como la mujer de la lavandería.
- Bruno Mello como JR.
- Jenelle Altinier como el patrocinador del club de estriptis.
- Ken Backshall como el patrocinador del club nocturno.
- Dale Barnard como el patrocinador del club.
- Andrew Bongiovanni como un auxiliar de vuelo.
- Olivia Charlotte como la mujer de la playa.
- Laura Collier como la mujer de la playa.
- Troy Coward como un invitado a la fiesta.
- Desiree Crossing como la pasajera del bus.
- Korum Ellis como la ambiciosa de la playa.
- Doug Gardiner como un auxiliar de vuelo.
- Patrick Harvey como el camarero.
- Tanya Jade como una staff.
- Bruce Kentish como el oficial del TRG.
- Simon Lockwood como el prisionero adicto a las drogas.
- Jesse McGinn como la mujer en bañador.
- Lauri McLennan como una transeúnte.
- Isaac Money como un adolescente en la playa.
- David Partridge como un chico del club.
- Adam T Perkins como un invitado a la fiesta.
- Anna Philp como la patrocinadora de la fiesta.
- John Pokino como un prisionero.
- Phoenix Raei como un invitado a la fiesta.
- Nichola Renton como un invitado a la fiesta.
- Kyle James Sargon como un prisionero.
- Matt Soutar como un oficial del TRG.
- Tony Spencer como un patrocinador de la fiesta.
- Lauren Thomas como una chica de la playa.
- Dale Thompson como un prisionero.
- Luke Thornley como el hombre que está pagando un disfraz.
- Rick Tonna como un ruso.
- Evelyne Tymms como un transeúnte.
- Arthur Vaka como un prisionero.
- Jeff Watkins como un oficial del TRG.
- Jono Watts como un policía del escuadrón.
- Ben Weirheim como un patrocinador del club nocturno.
- Tammie West como una mujer en bikini.